# Yusuke Murakami
Yusuke Murakami (村上 佑介 Murakami Yusuke?, nacido el 27 de abril de 1984 en Tokio) es un futbolista japonés que se desempeña como defensa.

## Trayectoria

### Clubes
| Club             | País  | Año         |
| ---------------- | ----- | ----------- |
| Kashiwa Reysol   | Japón | 2008 - 2011 |
| Albirex Niigata  | Japón | 2011 - 2013 |
| Ehime FC         | Japón | 2014 - 2015 |
| V-Varen Nagasaki | Japón | 2016 - 2017 |

## Estadística de carrera

### J. League
| Club             | Año   | J. League | J. League | Copa J. League | Copa J. League | Total | Total |
| Club             | Año   | Part.     | Goles     | Part.          | Goles          | Part. | Goles |
| ---------------- | ----- | --------- | --------- | -------------- | -------------- | ----- | ----- |
| Kashiwa Reysol   | 2008  | 6         | 3         | 2              | 0              | 8     | 3     |
| Kashiwa Reysol   | 2009  | 22        | 4         | 5              | 0              | 27    | 4     |
| Kashiwa Reysol   | 2010  | 7         | 1         | -              | -              | 7     | 1     |
| Kashiwa Reysol   | 2011  | 5         | 0         | 0              | 0              | 5     | 0     |
| Albirex Niigata  | 2011  | 15        | 0         | 2              | 0              | 17    | 0     |
| Albirex Niigata  | 2012  | 30        | 0         | 6              | 0              | 36    | 0     |
| Albirex Niigata  | 2013  | 3         | 0         | 2              | 0              | 5     | 0     |
| Ehime FC         | 2014  | 36        | 2         | -              | -              | 36    | 2     |
| Ehime FC         | 2015  | 14        | 0         | -              | -              | 14    | 0     |
| V-Varen Nagasaki | 2016  | 32        | 2         | -              | -              | 32    | 2     |
| V-Varen Nagasaki | 2017  | 6         | 0         | -              | -              | 6     | 0     |
| Total            | Total | 176       | 12        | 17             | 0              | 193   | 12    |

## Palmarés

### Títulos nacionales
| Título    | Club           | País  | Año  |
| --------- | -------------- | ----- | ---- |
| J2 League | Kashiwa Reysol | Japón | 2010 |